# 竜爪山
竜爪山（りゅうそうざん）は、静岡市葵区にある身延山地の山で、古くから信仰の山として登られている。北側の薬師岳（標高1,051m 北緯35度5分18秒 東経138度24分12.8秒）と南側の文珠岳（標高1,040.8m 北緯35度5分3.2秒 東経138度24分3.1秒）からなる。

## 概要
東海自然歩道上にあり、西側に安倍川がある。文珠岳の山頂には1040.84mの一等三角点（基準点名は「竜爪山」）があり、南アルプス、富士山、太平洋及び伊豆半島などを望むことができる。薬師岳の東側の山腹には穂積神社があるJR東海の東海道本線からその双耳峰の山容を望むことができる。
平山バス停から則沢バス停（平山バス停 - 平山登山口 - 穂積神社 - 薬師岳 - 文殊岳 - 則沢バス停）まで約9.5kmのハイキングコースが整備されている。

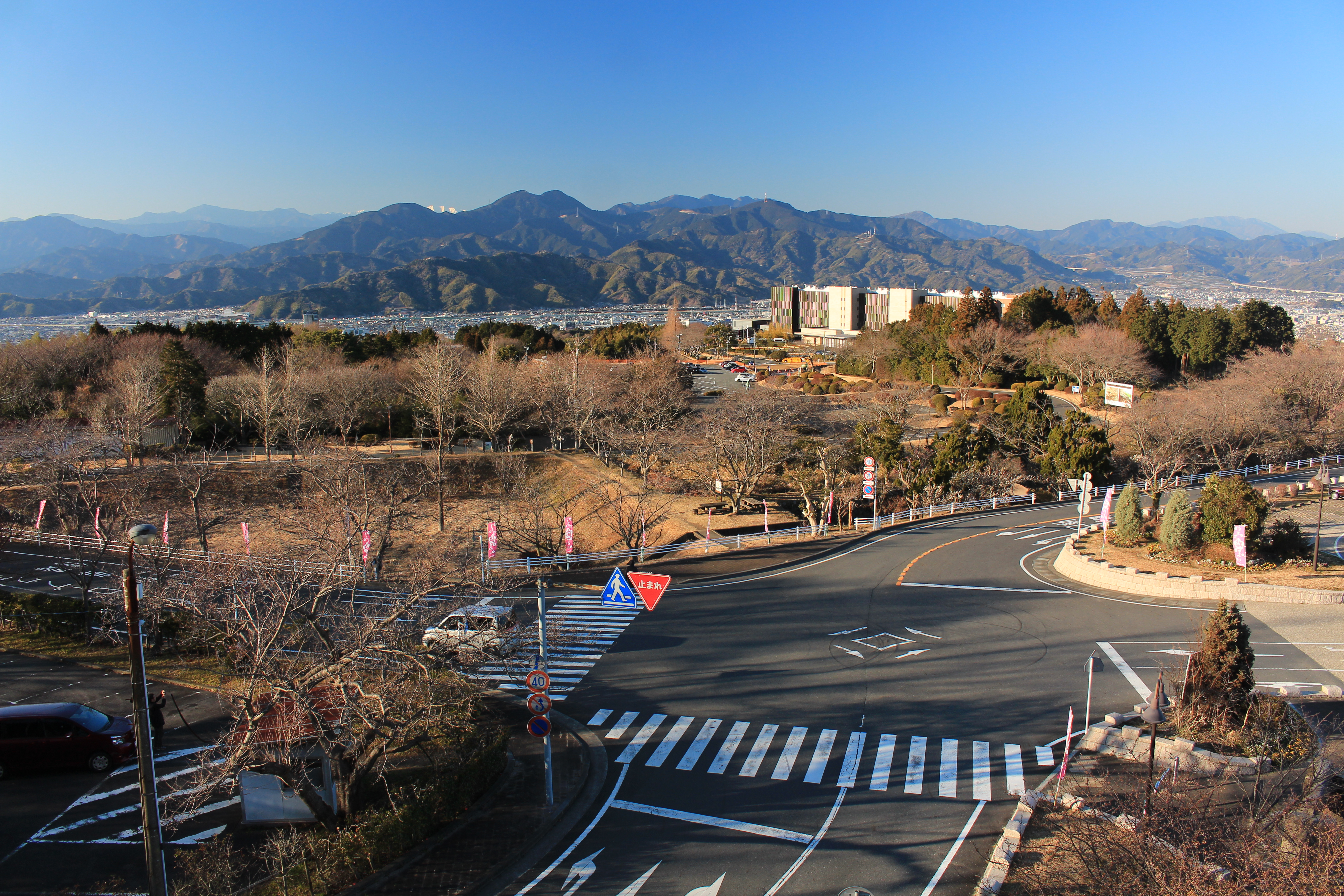
南南東の日本平から望む竜爪山。右の山頂部が割れているように見える高峰が竜爪山。

## 名前の由来
｢竜の爪でえぐられたように沢が険しいことから｣などがあるが、まだ定説はない。ほかに以下のような説がある。
- ヤマトタケル（日本武尊）の東征の際に、この山から時雨が襲ってきたことから「時雨匝山（じうそうざん）」と呼ばれるようになり、それが訛ったとする説[3]
- 竜が木の枝に爪を落としたことに由来するという説[3]。

## ギャラリー

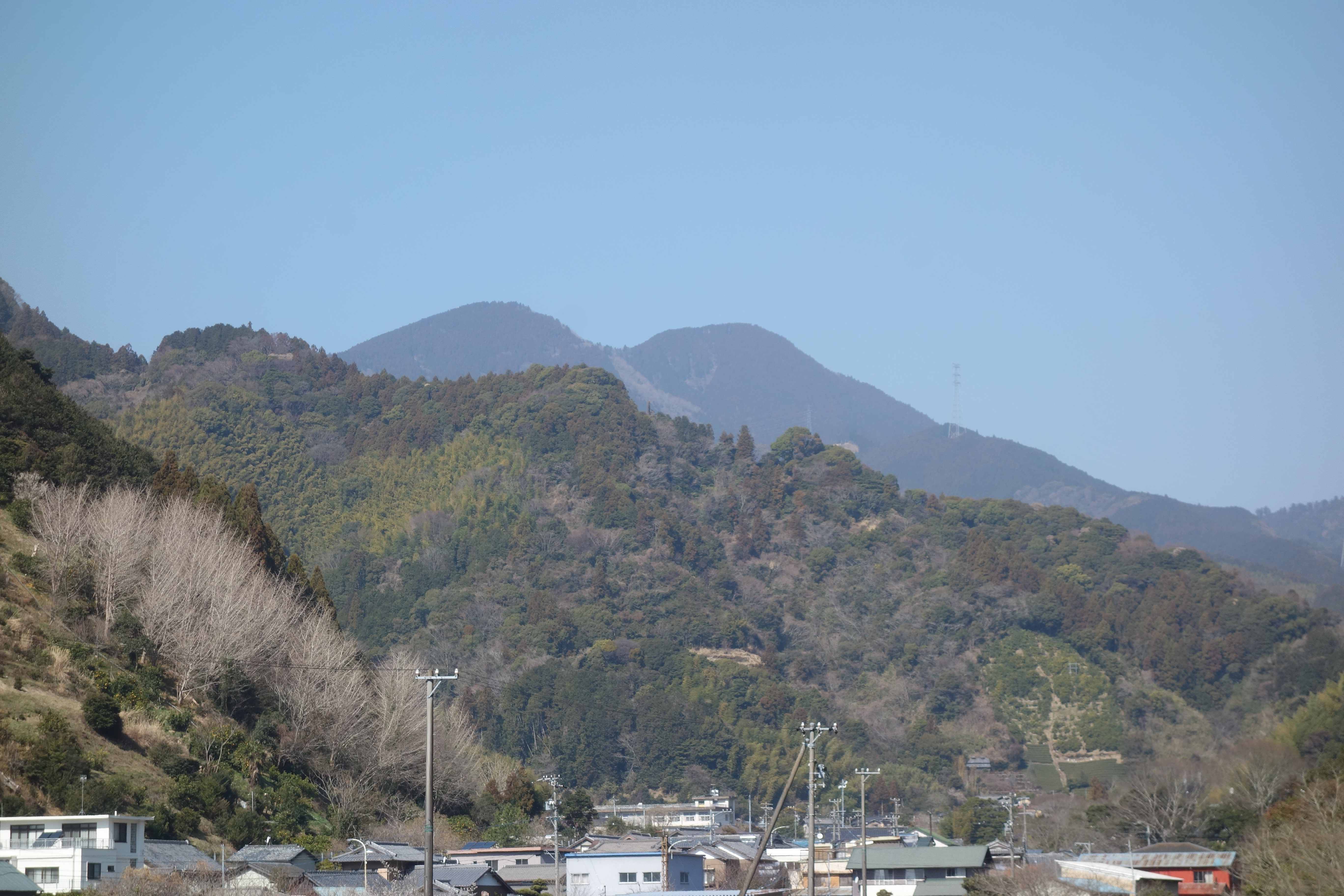
山麓からの竜爪山
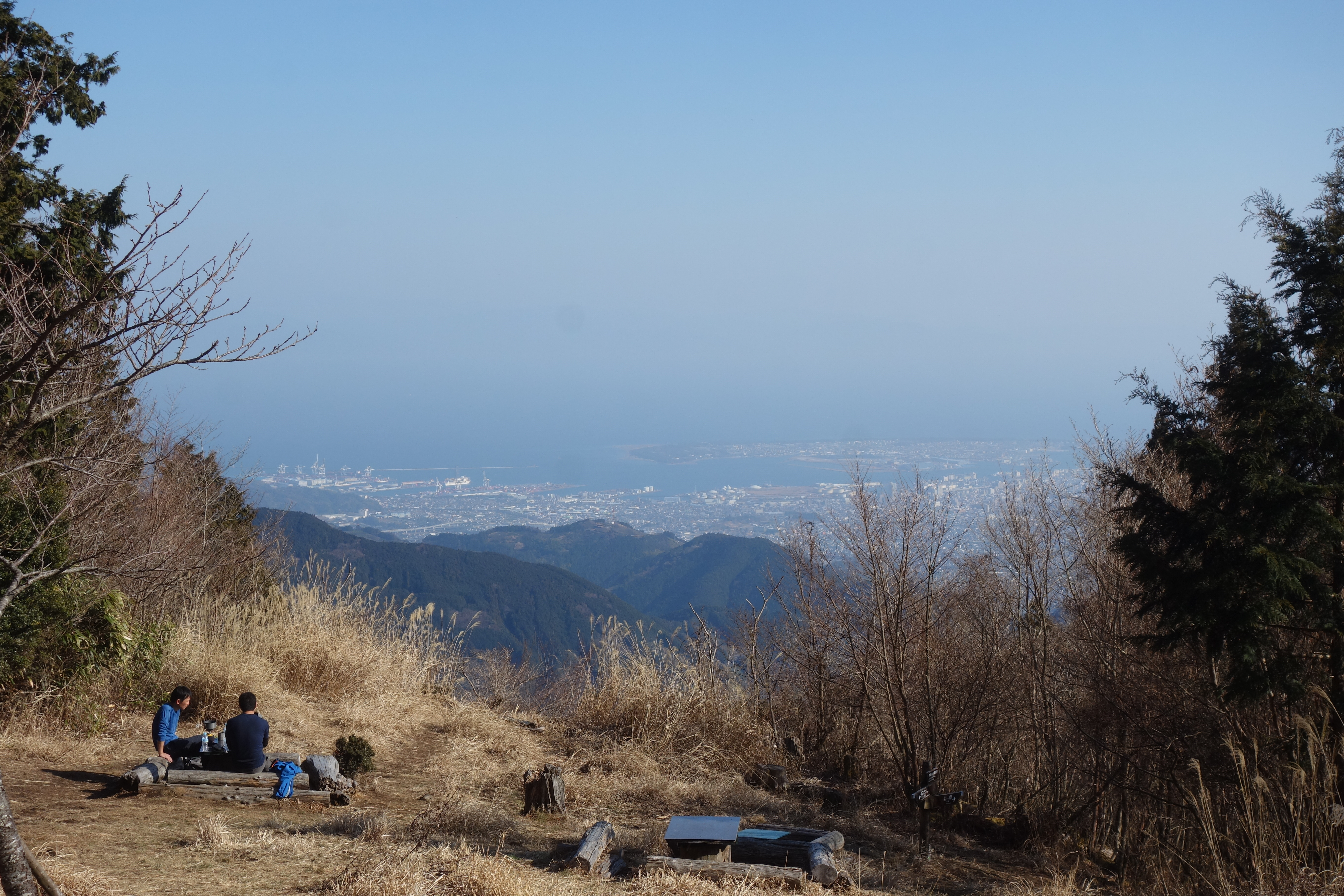
竜爪山（文殊岳）山頂
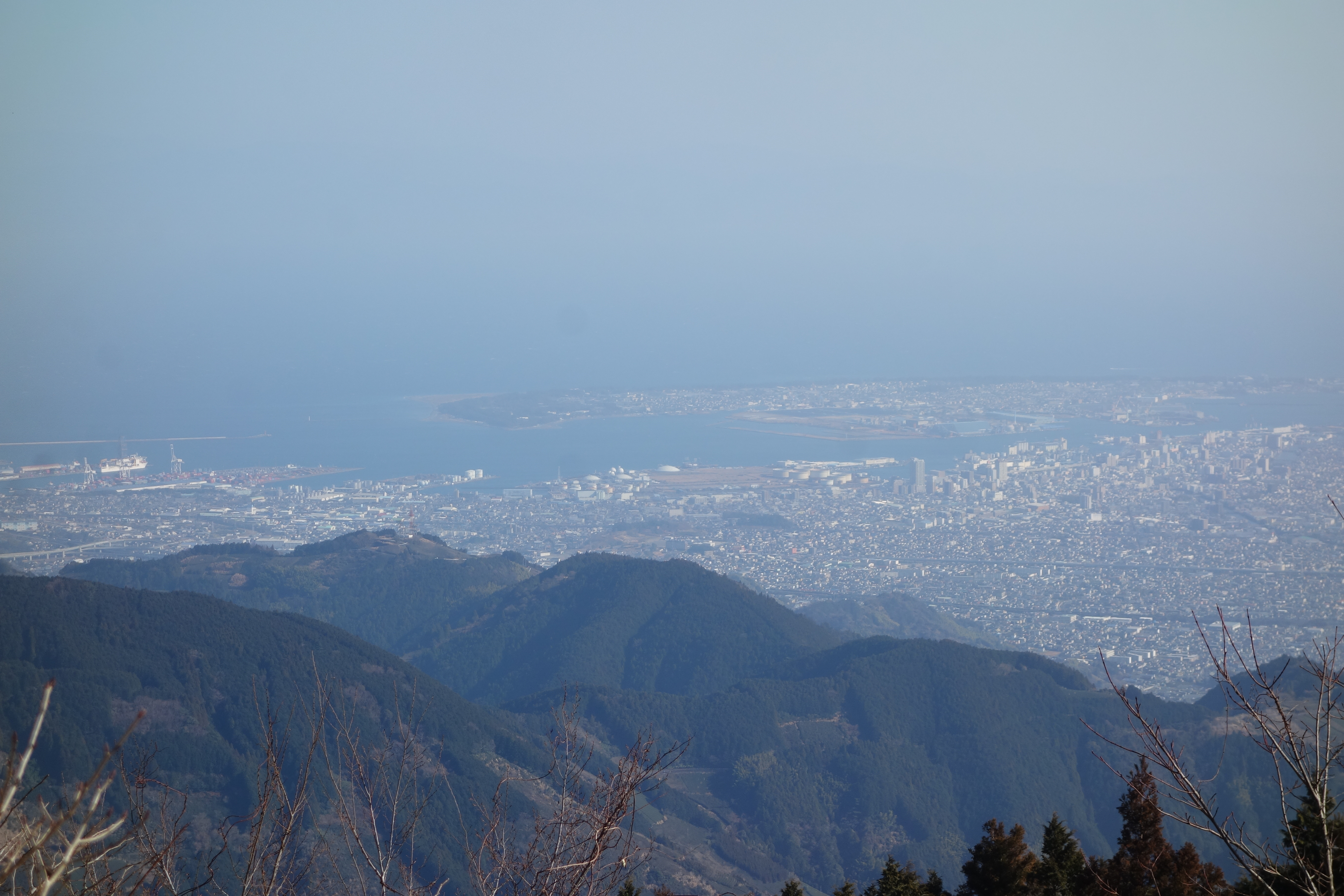
竜爪山からの三保の松原
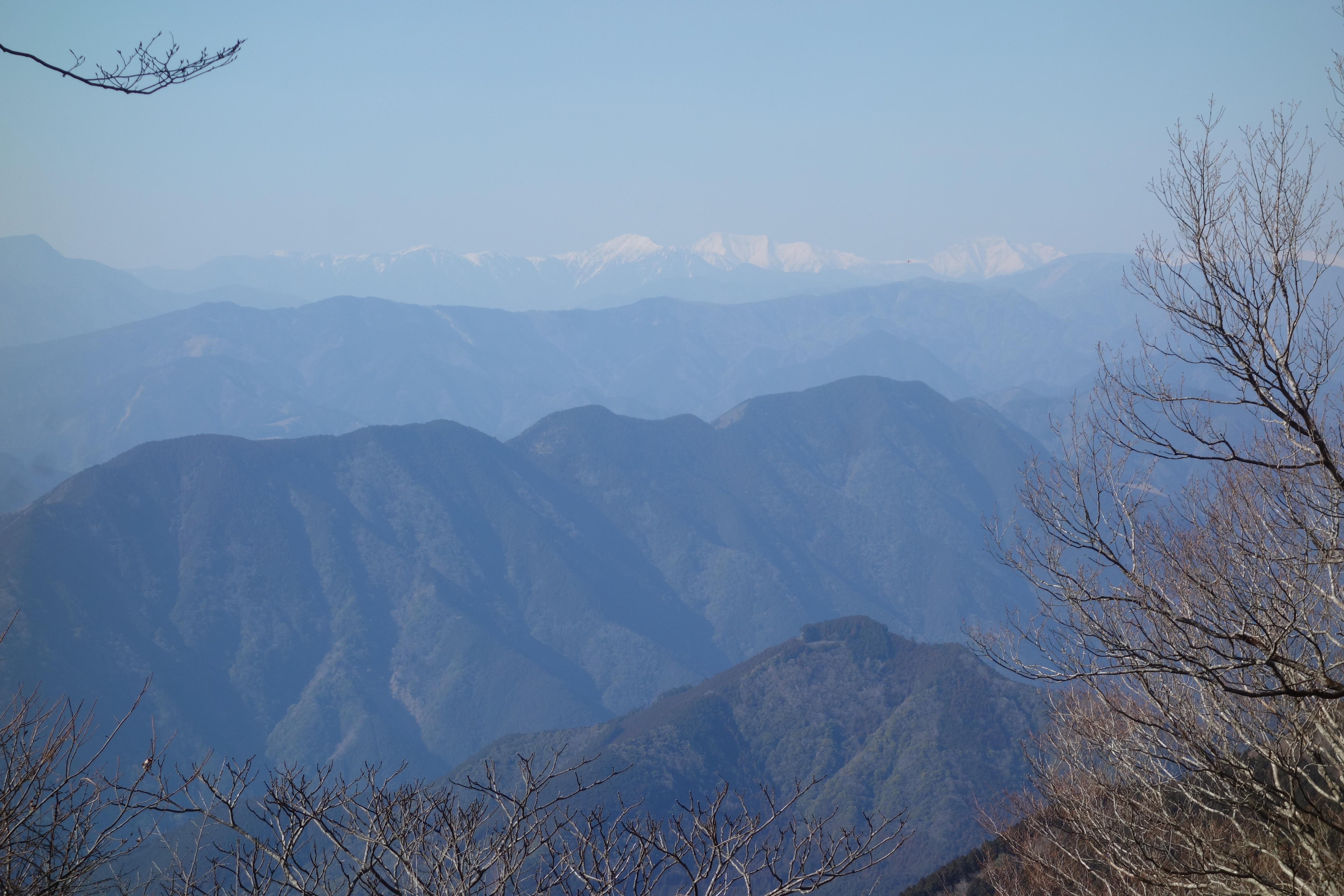
竜爪山からの聖岳と赤石岳
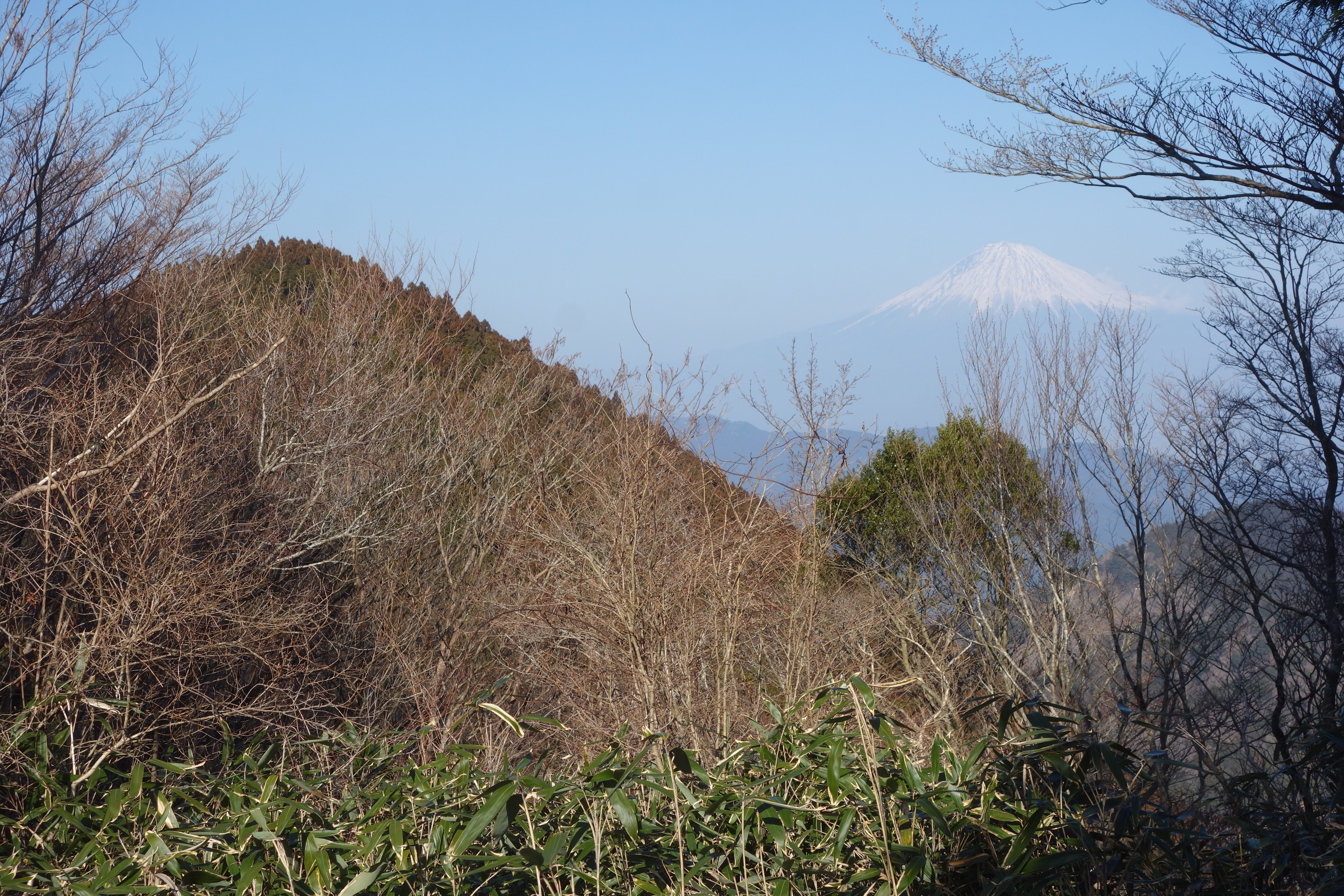
文殊岳からの薬師岳と富士山
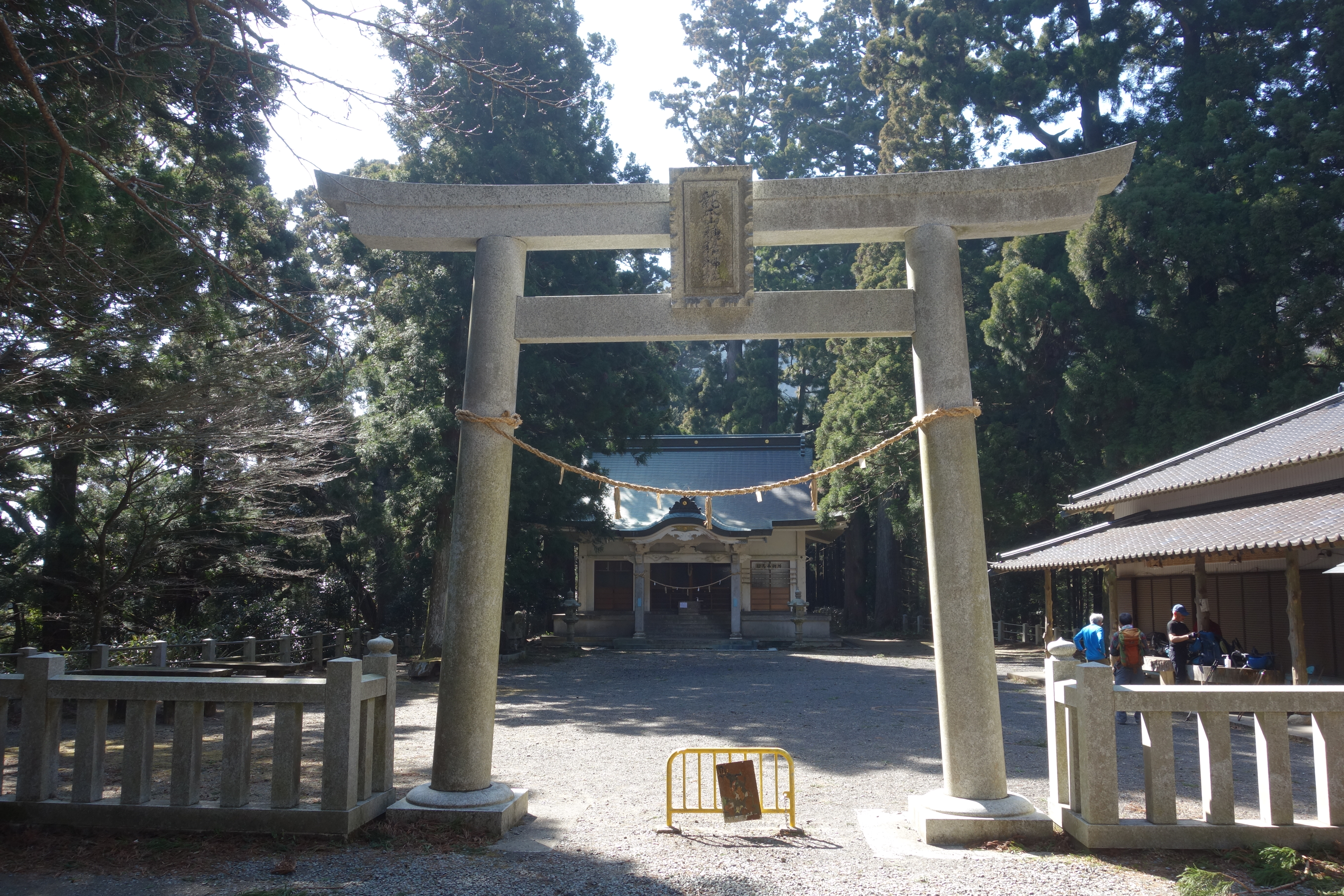
穂積神社（竜爪山）

## 交通

### バス利用の場合
しずてつジャストライン竜爪山線で平山下車。竜爪茶屋を経て穂積神社から稜線に出る。

## 周辺の山
- 真富士山